# إيمي كلارك (مغنية)
إيمي كلارك (بالإنجليزية: Amy Clarke)‏ هي عازفة بيانو ومغنية أمريكية، ولدت في 1976 في سيلفر سبرينغ في الولايات المتحدة.